# XXI век до н. э.
XXI (два́дцать пе́рвый) век до на́шей э́ры по пролептическому юлианскому календарю — век с 1 января 2100 года до н. э. по 31 декабря 2001 года до н. э. Это 10-й век 3-го тысячелетия до н. э. Ему предшествовал XXII век до н. э., за ним следовал XX век до н. э. Закончился 4025 лет назад.

## Правители
- Фараоны IX—X династии Хети III, Хети IV, Уакхара Хети, Небкаура Хети, Мериибра Хети, Мерикара, Иби; XI династии Иниотеф II, Иниотеф III, Ментухотеп II, Ментухотеп III.
- Цари Ура Ур-Намму (2112—2094), Шульги (2093—2046), Амар-Суэн (Бур-Син) (2047—2038), Шу-Суэн (2036—2028), Ибби-Суэн (2027—2003).
- Царь Исина Ишби-Эрра (2017—1985).
- Вожди амореев Напланум, Эмициум (царь Ларсы с 2005 до н. э.).
- Цари Элама Кирнамме (2030-е), Энпилуххан (2010-е), Хутрантемпти (уп. 2003).
- Правители Ашшура Ушпия, Киккия, Акия, Зарикум (точные даты правления неизвестны).

## События

### Египет
- Поминальные храмы фараона Ментухотепа.
- Росписи гробниц в Фивах.
- Ок. 2080—1940+16 — Правление XI династии в Фивах. Сначала контролирует территорию от Абидоса до Элефантины. Фараоны Ментухотеп I и Иниотеф II.
- 2070-е годы — Воссоединение при X династии Гераклеополя с Нижним Египтом. Захват области Тина.
- 2050-е годы — Фараон X династии Мерикара.
- 2040 — Номархи Фив сменили фараонов Гераклеополя.
- 2035 — Объединение Египта под властью фараонов Фив из XI династии.
- 2046—1995+16 — Фараон XI династии Ментухотеп II. Подавление мятежей. Строительство храма в Дер-ал-Бахри. Победы над окрестными племенами. Походы на Синайский полуостров и к Южному Красноморью.

### Месопотамия
- Падение III династии Ура.
- Судебник Ур-Намму в Двуречье.
- Новошумерские памятники шумерского языка.
- «Царский список» в Шумере.
- Лагаш утрачивает значение одного из сильнейших городов Шумера.
- 2095—2047 (2114—2066) — Царь Ура Шульги, сын Ур-Намму. Закрепляет власть над Двуречьем. Победы в горных районах Элама. Подчинение Ашшура. Подчинение Элама.
- 2080 (2099) — Военная реформа Шульги. Создание пехоты, вооружённой луками.
- Середина XXI века — Правитель Ашшура Зарикум, подчинявшийся царю Ура Бур-Сину.
- 2040-е годы (2060-е годы) — Царь Ура Бур-Син, сын Шульги.
- Ок. 2034 (4-й год Шу-Суэна) — Воздвигнута линия укреплений против амореев.
- 2030-е годы (2050-е годы) — Царь Ура Шу-Суэн, преемник Бур-Сина.
- 2029—2004 (2049—2024) — Царь Ура Ибби-Суэн. Победа над горными племенами. Борьба с Эламом и амореями. Возведение стен вокруг Ниппура и Ура. Начало восстаний в Шумере. Амореи осели в Мари.
- 2004 (2024) — Взятие Урука и Ура эламитами царя Хутрантемпти. Ур разрушен, а царь Ибби-Суэн уведён в горы Элама.

### Другие регионы
- XXI век — вторжение в Эгейское море минойских (греческих) племён (гипотетическая датировка)[1][2].
- 2026 год до н. э. — радиоуглеродная дата древнейшей из обнаруженных колесниц (могильник Кривое озеро, синташтинская культура)[3]